# Mike Baxter
Michael Joseph Baxter (ur. 7 grudnia 1984) – amerykański baseballista, który występował na pozycji prawozapolowego.

## Przebieg kariery
Baxter grał w drużynach uniwersyteckich (w sezonie 2003 w Columbia Lions, w 2004 w Vanderbilt Commodores), po czym w 2005 roku został wybrany w czwartej rundzie draftu przez San Diego Padres i początkowo występował w klubach farmerskich tego zespołu, między innymi w Portland Beavers, reprezentującym poziom Triple-A. W Major League Baseball zadebiutował 6 września 2010 w meczu przeciwko Los Angeles Dodgers jako pinch hitter.
W grudniu 2011 podpisał kontrakt jako wolny agent z New York Mets. 28 września 2011 w spotkaniu z Cincinnati Reds zdobył pierwszego w karierze home runa. W październiku 2013 został zawodnikiem Los Angeles Dodgers poprzez system transferowy zwany waivers. W styczniu 2015 podpisał niegwarantowany kontrakt z Chicago Cubs i po rozegraniu 34 meczów w Iowa Cubs, 20 maja 2015 został powołany do 40-osobowego składu Chicago Cubs.
W grudniu 2015 związał się niegwarantowaną umową ze Seattle Mariners.